# Концентри
Конце́нтри — великі геологічні утворення в плані кільцевої, округлої або овальної форми в кам'яній оболонці Землі і інших планетних тіл.
Встановлюються в основному шляхом геологічного дешифрування космічних та аеровисотних знімків земної поверхні. Концентри — різнорідні за генезисом і формою виявів на знімках геол. об'єкти з центр. симетрією. Запропонована велика кількість класифікацій концентрів. Загальноприйнято розділяти концентри на тектонічні, магматичні, метаморфічні та імпактні.
Концентри, як великі кільцеві структури, можуть відігравати важливу роль в локалізації зон нафтогазового накопичення і окр. род. нафти і газу. Тектонічні К.с.[розшифрувати абревіатуру] часто служать індикаторами малоамплітудних піднять у платформених областях, перспективних щодо нафтогазоносності.

## концентри
Концентри геохімічні — розміщення мінералів концентричними зонами навколо магматичного вогнища, яке охолоджується.